# NeXT
Pour les articles homonymes, voir Next.
Next, Inc., stylisée NeXT et devenue par la suite NeXT Computer, Inc. puis NeXT Software, Inc., était une entreprise d'informatique américaine, basée à Redwood City, en Californie, qui a développé et construit une série d'ordinateurs destinés à l'enseignement supérieur (aux universités donc) et aux entreprises. NeXT a été fondée en 1985 par Steve Jobs, cofondateur d'Apple Computer, après sa démission forcée.
Le premier ordinateur NeXT a été présenté en 1988 et le NeXTstation en 1990. Les ventes des ordinateurs NeXT ont été relativement limitées, avec des estimations d'environ 50 000 unités livrées au total. Néanmoins, son système d'exploitation innovant orienté objet, nommé NeXTSTEP, et son environnement de développement ont été très influents. À la fin des années 1980, Tim Berners-Lee a inventé le World Wide Web sur un ordinateur NeXT.
Par la suite, NeXT a libéré une grande partie du système NeXTSTEP comme un environnement standard de programmation appelé OpenStep. NeXT s'est retiré du marché hardware en 1993 afin de se concentrer sur le marketing d'OPENSTEP, sa propre mise en œuvre d'OpenStep pour différents OEM. NeXT a également développé WebObjects, l'un des premiers frameworks pour les applications Web d'entreprise. WebObjects n'a jamais été très populaire en raison de son prix initial élevé de 50 000 $, mais reste l'un des premiers exemples de mise en œuvre de pages Web dynamiques. Apple rachète NeXT le 20 décembre 1996 pour 429 millions de dollars et 1,5 million d'actions Apple offertes à Jobs, ce qui permet à ce dernier de revenir onze ans après dans l'entreprise qu'il a cofondée, au début de l'année 1997 comme « conseiller spécial », avant d'en reprendre les rênes en juillet de la même année en tant que « directeur général par intérim », et enfin CEO en 2000, poste qu'il conservera jusqu'à son décès en 2011.
Une grande partie du système d'exploitation actuel d'Apple, macOS, est construite sur la base OPENSTEP.

## Historique

### 1985–1986: création
L'idée originale de Steve Jobs était de concevoir des ordinateurs pour les établissements scolaires et universitaires. Sa nouvelle société, à laquelle se joignent cinq anciens employés d'Apple, bénéficie rapidement du financement du milliardaire américain Ross Perot. Jobs, extrêmement soucieux de l'aspect physique des ordinateurs, décide de donner à ses produits une esthétique incomparable. Ce seront des cubes noirs ( avec des angles parfait, ce qui a demandé d'investir dans de nouvelles machines) dessinés par Hartmut Esslinger, et un logo à la typographie originale, imaginé par Paul Rand, et symbolisant cette forme.
Le but de NeXT était la conception, la construction et la vente d'ordinateurs. Mais en complément du matériel, placé sous la responsabilité de Rich Page (en) qui avait participé au lancement de Lisa chez Apple, NeXT a dû développer un système d'exploitation spécifique pour ses ordinateurs. C'est une équipe menée par Avadis Tevanian, l'un des principaux développeurs du micro-noyau Mach, qui est chargée de mettre au point le nouveau système baptisé NeXTSTEP. Des ingénieurs français comme Jean-Marie Hullot et Bertrand Serlet rejoignent alors la société.

### Des débuts difficiles
En 1987, l'usine de production de NeXT, située à Fremont, était en mesure de fabriquer 150 000 machines par an. Canon décide d'investir 100 millions de dollars dans l'entreprise, puis IBM accepte finalement, en 1989, de verser 65 millions de dollars pour obtenir la licence de NeXTSTEP. Cette rentrée d'argent permet à la société de se maintenir à flot, mais des dissensions apparaissent dans l'équipe et une partie des cadres quitte NeXT au moment où les premiers modèles du NeXT Cube sont commercialisés. Les ventes restent confidentielles. Canon, inquiet de son investissement, injecte alors 30 millions de dollars de plus dans l'entreprise.

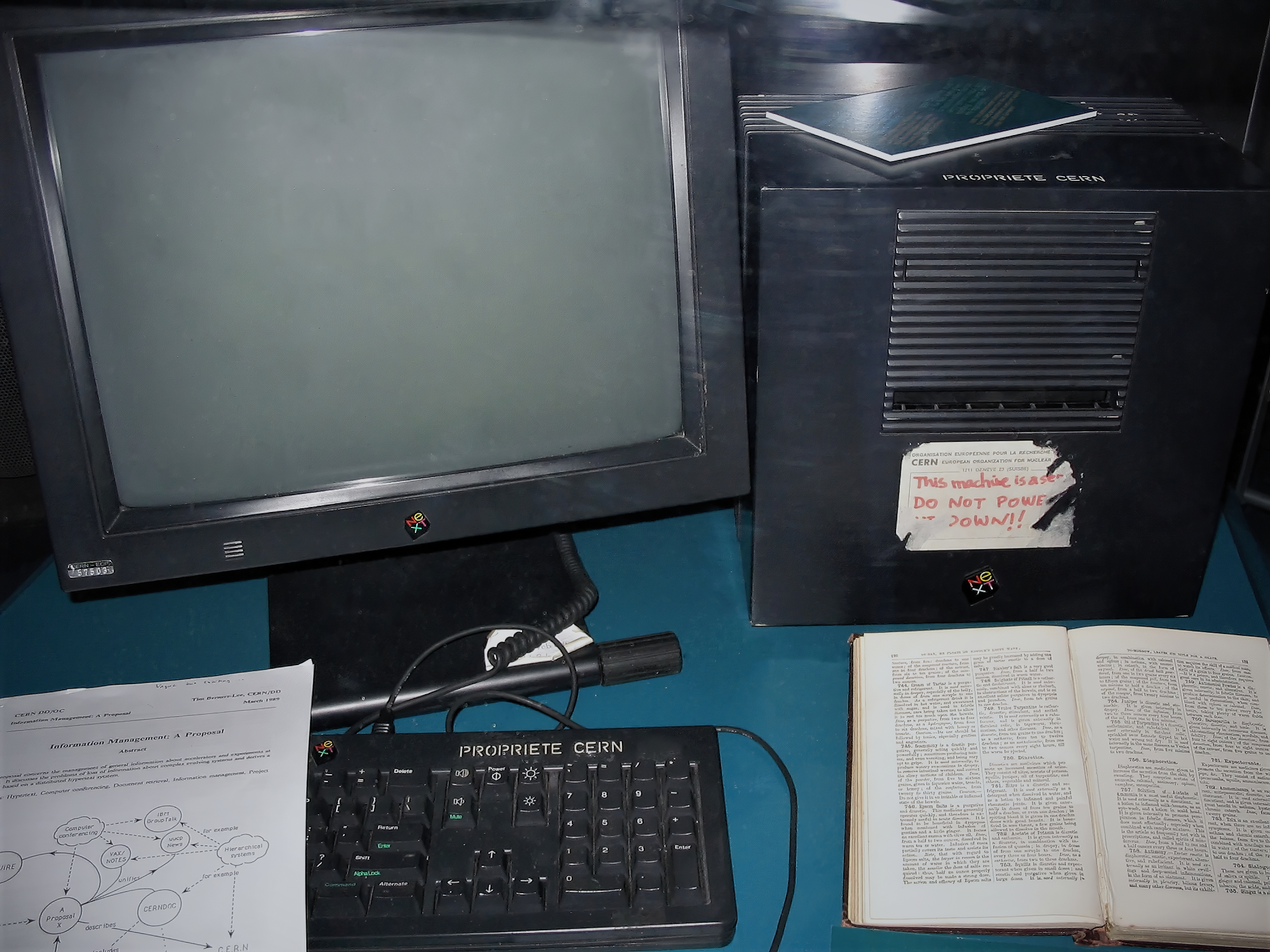
Le NeXT de Tim Berners-Lee au CERN (1991)

En juin 1991, Ross Perot n'a plus confiance dans la société et démissionne du conseil d'administration. En 1992, Rich Page quitte NeXT. Canon doit encore subventionner l'entreprise, apportant 55 millions de dollars supplémentaires. Mais Jobs persévère et au total, 50 000 machines NeXT seront vendues. C'est sur un ordinateur NeXT que Tim Berners-Lee développe le WorldWideWeb au CERN. John Carmack également utilise un NeXT Cube pour développer deux de ses jeux vedettes : Wolfenstein 3D et Doom.

### 1993–1996: NeXT Software
Malgré d'indéniables atouts comme la programmation orientée objet (avec le langage Objective C), l'environnement de développement rapide Interface Builder, le serveur graphique Display PostScript ou le noyau Mach, NeXT ne réussit pas à vendre en nombre suffisant ses machines, innovantes et d'esthétique soignée, mais chères.
En février 1993, trois ans après la mise sur le marché des premiers ordinateurs NeXT, Steve Jobs décide de changer de cap : la société se consacrera désormais uniquement aux logiciels. L'usine de fabrication des machines et le personnel chargé du matériel sont repris par Canon. NeXT passe de 530 à 200 employés.
NeXT Software, nouveau nom de NeXT Computer, commercialise ensuite le système d'exploitation NeXTSTEP adapté à différents processeurs (x86, PA-RISC et SPARC), puis l'API OPENSTEP, en partenariat avec Sun Microsystems, permettant d'utiliser les fonctions de NeXTSTEP au-dessus d'autres systèmes, tels que Microsoft Windows ou Mac OS.
La dernière version de NeXTSTEP date de 1995. L'équipe se consacre davantage à la mise au point d'outils pour Internet comme WebObjects, un environnement de développement rapide de services Web en Objective C, encore utilisé aujourd'hui pour l'iTunes Store[réf. nécessaire].
GNUStep est un projet d'implémentation des spécifications OpenStep.
L'environnement graphique développé par le Français Jean-Marie Hullot pour NeXT a été repris par Apple pour son système d'exploitation Rhapsody, devenu par la suite Mac OS X. De ce fait, le système OS X (rebaptisé macOS en 2016) découle directement des travaux élaborés précédemment par NeXT.

### 1996: nouveau souffle pour Apple
NeXT est finalement rachetée en 1996 pour 429 millions de dollars par Apple, qui recherchait un nouveau système d'exploitation pour ses ordinateurs Macintosh. À la suite de ce rachat, Steve Jobs se retrouve propulsé à la tête d'Apple, et place rapidement les hommes-clef de NeXT (Avie Tevanian, Bertrand Serlet, Jean-Marie Hullot, Jon Rubinstein...) aux principaux postes de responsabilité chez Apple.
L'équipe de développement de NeXT travaille alors sur un nouveau système d'exploitation, baptisé Mac OS X, qui est en fait une adaptation de NeXTSTEP. Ainsi, on retrouve dans Mac OS X le micro-noyau Mach, l'Objective-C, les XCode Tools contenant, entre autres, Interface Builder, et les fonctionnalités du serveur graphique, mais utilisant cette fois l'environnement PDF et non plus Display PostScript. Apple reprit également WebObjects et en continua le développement pour en faire une implémentation de J2EE.